# Omskavia Airlines

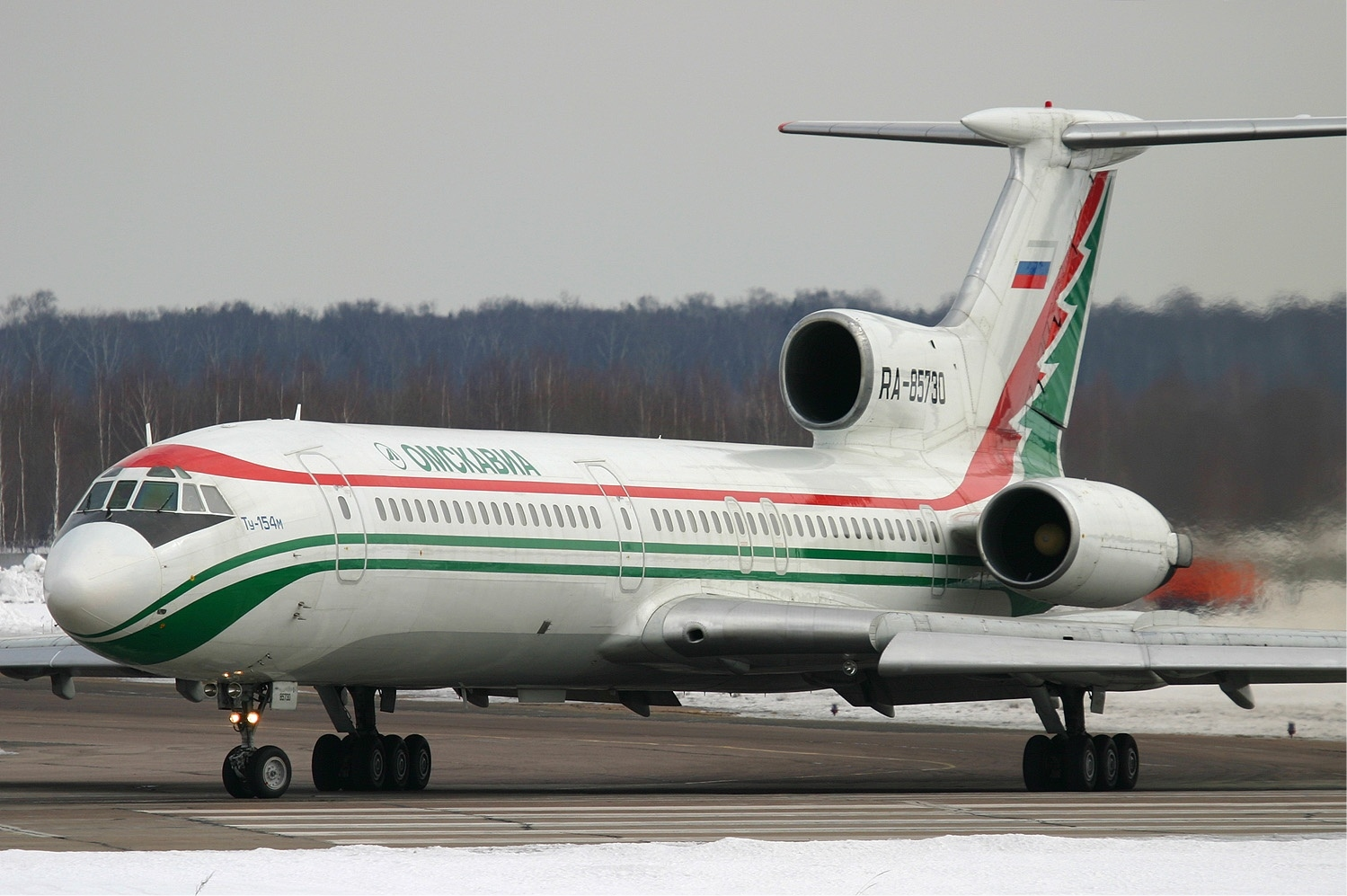
Tupolev Tu-154M nella livrea della Omskavia all'aeroporto di Mosca-Domodedovo (2005).

La Omskavia Airlines (in russo Омскавиа авиакомпания?), già Aeroflot-Omsk, fu una compagnia aerea russa con base presso l'Aeroporto di Omsk.

## Storia
Nel corso degli anni novanta venne creata tramite un conferimento di ramo di impresa all'Aeroflot di Omsk. Il 60% delle azioni vennero riservate ai lavoratori della compagnia aerea, il 20% allo Stato russo, mentre il restante 20% è stato reso disponibile al mercato. Tra il 2007 viene acquisita dalla russa KrasAir, ma nel 2009 dichiarò bancarotta in seguito alla crisi economica, sospendendo l'attività di trasporto aereo.

## Strategia
L'Omskaja Airlines effettuava voli di linea internazionali e nazionali in Russia, in Europa, in Asia, nel Medio Oriente.
L'attività principale era il trasporto passeggeri. Nel 1996, la compagnia aerea iraniana Mahan Air prese in leasing quattro Tupolev Tu-154M in manutenzione periodica presso l'aeroporto di Omsk.

## Flotta
Al momento della fine delle operazioni, nel 2008, la flotta della compagnia era composta da:
- 3 Tupolev Tu-154M
- 4 ordini per Tupolev Tu-214

## Accordi commerciali
L'Omskavia Airlines faceva parte dell'Alleanza delle compagnie aeree russe AiRUnion insieme con la Domodedovo Airlines, la KrasAir, la Samara Airlines, la Sibaviatrans.